# Katholikenemanzipation

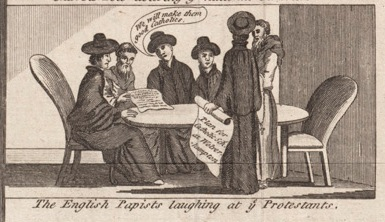
Politischer Bilderbogen, Boston 1779 (Ausschnitt): Englische Katholiken schmieden Pläne nach dem Relief Act von 1778

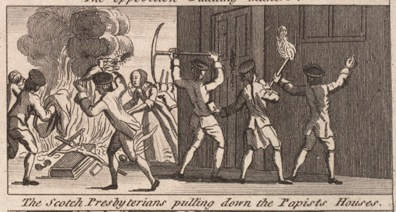
Ebenda: Schottische Presbyterianer greifen Häuser von Katholiken an

Die Katholikenemanzipation war ein Vorgang der Gesetzgebung im Vereinigten Königreich des späten 18. und frühen 19. Jahrhunderts, in dessen Verlauf die Beschränkungen der Bürgerrechte der verbliebenen römisch-katholischen Bevölkerung, vor allem auf freie Religionsausübung und Zugang zu öffentlichen Ämtern, schrittweise verringert und schließlich aufgehoben wurden. Sie vollzog sich unter starken Widerständen. 

## Die Rolle der Katholiken in der britischen Politik
Seit der durch Heinrich VIII. und Elisabeth I. vollzogenen Trennung der englischen Kirche von Rom und ihrer Unterstellung unter die Suprematie des Königs war Katholizismus in England gleichbedeutend mit Opposition gegen den König und stand unter Hochverratsverdacht. Das führte bei einer Minderheit zu schweren Gewissenskonflikten; nicht wenige erlitten deswegen das Martyrium, wie etwa die Vierzig Märtyrer von England und Wales. Auch nach den Tudors blieb die Benachteiligung der Katholiken bestehen. Wer kirchliche oder staatliche Ämter anstrebte, musste den Suprematseid leisten, andernfalls blieb ihm diese Karriere verwehrt. Durch gesetzliche Beschränkungen wie den Act of Uniformity und den Test Act sollte die katholische Bevölkerung veranlasst werden, dem Primat des Papstes und dem Glauben an die Transsubstantiation abzuschwören. 

## Emanzipation

### Relief Acts
Die erste auf dem Weg der Emanzipation erreichte Entlastung war der Catholic Relief Act von 1778. Er strich aus dem den Staatsbeamten abverlangten Eid die eigentlich religiösen Inhalte und reduzierte ihn auf die Absage an die Thronfolgeansprüche der Stuarts und an die Zivilgerichtsbarkeit des Papstes. Auf dieser Basis erlaubte er den Katholiken in Großbritannien eigenen Besitz, Vererbung von Land und den Eintritt in die Armee. Eine Reaktion hierauf waren die Gordon Riots von 1780, ein Aufstand von etwa 50.000 Protestanten, von denen 285 durch die Armee getötet wurden. 
Eine weitere Aufhebung von Beschränkungen erfolgte durch den Catholic Relief Act von 1791, durch den römischen Katholiken unter anderem wieder erlaubt wurde, öffentlichen Gottesdienst zu halten, unauffällige Kirchengebäude zu errichten, römisch-katholischen Religionsunterricht abzuhalten, als Priester tätig oder einer katholischen Ordensgemeinschaft angehörig zu sein.
Das irische Parlament brachte ähnliche Erlasse zwischen 1778 und 1793 auf den Weg. Dort war die große Mehrheit der Bevölkerung, trotz der von der Krone etablierten und privilegierten Staatskirche, katholisch geblieben.
Da das Stimmwahlrecht zu dieser Zeit vom Besitz abhing, erhielten dadurch einige Katholiken das Wahlrecht. Außerdem konnten sie nun Berufe ausüben, von denen sie zuvor ausgeschlossen waren.

### Act of Union
Entscheidend für den weiteren Gang war die Vereinigung der Königreiche Großbritannien und Irland 1801 durch den Act of Union, auch wenn die Katholikenemanzipation nicht ausdrücklich im Text erwähnt war, da größere Proteste der irischen protestantischen Opposition befürchtet wurden. In diesem Stadium wurden wegen des Glaubens König Georgs III., der sich durch seinen bei der Krönung abgelegten Eid gebunden fühlte, keine weiteren Schritte unternommen.

### Bewegung in Irland
1823 startete der irische Katholik Daniel O’Connell eine Kampagne zur Aufhebung des Act of Union und benutzte dabei „Katholische Emanzipation“ (Catholic Emancipation) als Schlagwort. 1828 stand er in der Grafschaft Clare zur Wahl und wurde gewählt, auch wenn er seinen Sitz im britischen Parlament nicht einnehmen konnte. 1829 stellte er sich erneut und wurde wieder gewählt. Die daraufhin aufkommenden Tumulte veranlassten Arthur Wellesley, 1. Herzog von Wellington, entgegen seinen früheren Ansichten, einen weiteren Catholic Relief Act zu erlassen, der viele der erheblichen Beschränkungen der römisch-katholischen Bevölkerung in Großbritannien aufhob. Die königliche Bewilligung für das am 24. März vom Parlament beschlossene Gesetz wurde am 13. April 1829 erteilt.
1829 wird gemeinhin als Jahr der katholischen Emanzipation angegeben, auch wenn später noch zahlreiche kleine Verbesserungen eingeführt wurden.

## Folgen
Auf die bürgerliche Gleichstellung folgte ein inneres und äußeres Erstarken des britischen Katholizismus. Viele katholische Iren kamen infolge der industriellen Revolution und der großen Hungersnot nach England und gründeten dort Gemeinden. Dazu kamen aus der Bewegung um John Henry Newman oft wohlhabende Konvertiten. Zahlreiche, zum Teil repräsentative Kirchen wurden gebaut. Im Jahr 1850 verfügte Pius IX. die Wiederherstellung der katholischen Hierarchie in England – nicht ohne erneute Proteste.